# 異類婚姻譚
異類婚姻譚（いるいこんいんたん）とは、違った種類の存在と人間とが結婚する説話の総称。世界的に分布し、日本においても多く見られる説話類型である。なお、神婚と異類（神以外）婚姻とに分離できるとする見方や、逆に異常誕生譚をも広く同類型としてとらえる考え方もある。

## 概要
婚姻の相手としては、神、妖精、精霊など信仰対象となる存在の他、蛇、馬、キツネなど動物が相手となる話も多い。
ギリシア神話のゼウスが乙女の元に白鳥や水滴と化して訪れる話や、貴族の祖先が神や動物との間の子という物語が各地にあるが、これらは古代の族外婚による信仰、生活様式の違いに起源を求める説がある。子孫が残る伝承のものには、子孫にとって都合の良いもの（統治の根拠とする始祖伝説等）が多い。例として日本の天人女房（天女）系羽衣伝説や、中国の清王朝始祖、満洲民族のブクリ・ヨンションの伝説等が挙げられる。
多胎児は、人が動物のように多産となることから、先のゼウスの例のように動物に化けた神、もしくは動物が関わった影響と考える例が世界的にみられる。

## 日本
日本神話におけるホオリとトヨタマヒメの結婚は異類婚姻譚であり、2人の子孫が初代天皇となっている。これは始祖の正当性の根拠として豪族などの有力者のエピソードを元に作られた神話とされる。
関敬吾をはじめ、異類婚姻をテーマとした研究は多くなされており、様々な角度から分析されている。分析の仕方により、分類の仕方も変わってくるが、ここでは、例として関敬吾による分類を挙げる。なお、この分類上で言う「動物」には、慣例的に、架空の山姥、鬼、河童、天人等も含まれる。
大まかに六つの要素で構成されている。
1. 援助 - 例:動物を助ける。
2. 来訪 - 例:動物が人間に化けて訪れる。
3. 共棲 - 例:守るべき契約や規則がある
4. 労働 - 例:富をもたらす。
5. 破局 - 例:正体を知ってしまう。（見るなのタブー）
6. 別離

### 異類婿

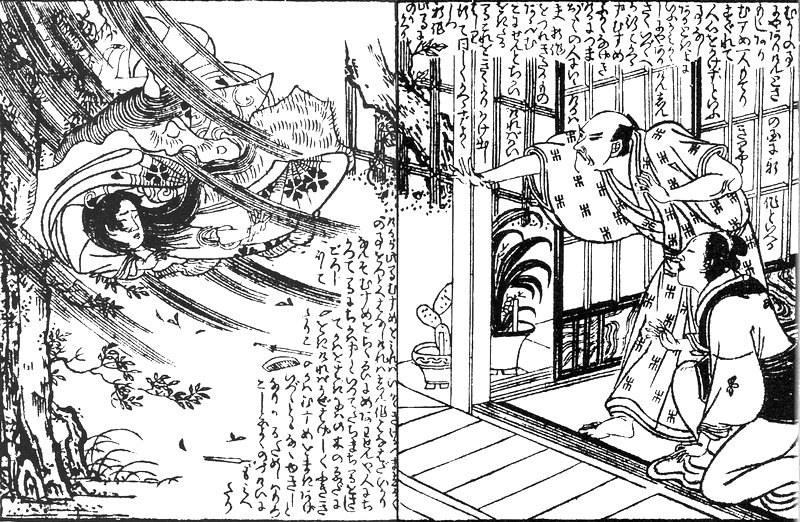
鳥文斎栄之・画『模文画今怪談』にある馬婿の怪談。馬の霊が人間の女を自分の嫁とすべくさらってゆく場面。

人間の女と動物の婚姻。何かと引き替えに、女性が一種の人身御供として異類と結婚する羽目に陥る。女性自ら婚姻が破綻する様に画策し、破局させる話も多い。
- 蛇婿 - 水の世界に関わる。この場合、蛇には龍と区別されない場合が多い。例:アカマタ、黒姫伝説、海神別荘、能恵姫（のえひめ）伝説（秋田県）。女性やその親に恩のある別の動物（蛙、サワガニなど）が蛇を撃退、あるいは破綻後の助力をする話もある。
- 猿婿 - 労働力をもたらす。
- 犬婿[3] - 例：『南総里見八犬伝』。犬との結婚話は太平洋諸島など海洋民族に多い。
- 河童婿 - 旱魃に困り果てた百姓が、河童のおかげで田に水が入り、その礼に娘を嫁にやる約束を守らなくてはならないが、娘は瓢箪ひょうたんを持って行ったおかげで河童の嫁にならずにすむという話が有名。全国に様々な種類が有る。
- 馬婿 - 例：オシラサマ
- 鼠婿 - 例：『鼠草紙』[4]
- 一寸法師 - 田螺長者等。他の異類婿の話とは違い婿が主人公。小さいという障碍が不思議な力で無くなるめでたい結末を迎える。

### 異類女房
人間の男と動物の婚姻。異類婿よりは比較的悲惨でない話が多い。見るなのタブーを犯すことで離別する結末を迎える話も多い。
- 蛇女房
正体がばれた後の別離の際、子供に乳代わりにしゃぶらせるよう自分の眼を与えるが、男はその眼をなくしてしまう。妻はもう片方の眼も与えて盲目となってしまう。そしてその眼を床の間に飾ったことから男の家は栄える。
その後のバリエーションとして眼を盗んだ相手への復讐として洪水、地震を起こすものと、目が見えなくなったから代わりに鐘を鳴らしてほしいというものがある。
- 竜宮女房
龍宮の姫との婚姻。その後、殿様や庄屋により突きつけられた無理難題を妻に頼って解決する。
亀、魚など海洋系の動物が変身したものを含んで言う場合もある。
- 魚女房
- 蛤女房 - 例：蛤の草紙（『御伽草子』所収）
- 亀女房 - 例：浦島太郎（明治時代の改作以前の版では、亀は乙姫の化身であった。）
- 鶴女房 - 例：鶴の恩返し、木下順二の『夕鶴』
- 天人女房 - 例：白鳥処女説話（子供が残る。例：菅原道真、菊石姫、察度）
- 狐女房
例：信太妻（安倍晴明）、日本霊異記（日本の文化における狐#説話の中の狐参照）
稲荷信仰も関係していて、多くが豊作となる話である。また別離後に稲荷神として奉られる例もある。
- 猫女房
- 蛙女房
- 雪女
- 木霊 - 例：青柳のはなし
- 山姥、クモ、河童、鬼 - 例：民話『食わず女房』
- 鉢かつぎ

### 他界との関わり
日本には、他界（死後の世界、神の世界等）と関わると何事か幸を得るという感覚が古来あったようで、神話を始め様々な説話にその思想的痕跡が見られる。異界と関わり幸を得る方法としては
1. 相手を屈服させる
2. 相手と婚姻する
3. 他界に行く
4. 他界からものを持ち帰る

などがあり、異類婚姻譚は文字通り婚姻により幸を得る部類である。

## アジア
- オオカミと指導者や神 - テュルク系民族の祖、モンゴル人の祖、ギリシャ神話のアポローンとアルテミスの母などに登場する。

### 中国
日本と同様に、狐女房を始めとして『聊斎志異』などに多数伝わる。日本での説話の元になったと思われるものが多数ある。
- 盤瓠 - 中国の伝説。敵の将軍の首を持ってきたものに娘を娶らせる約束をした後に、犬が倒したことから婚姻関係が結ばれる。この伝説をもとに『南総里見八犬伝』が作られたともされる。

- 幽霊との婚姻 - 日本には余り見られない例。子が生まれたり、生き返ったりするパターンもある。
- 蛇女房 - 白蛇伝
- 天河配 - 七夕伝説

### 朝鮮
ヌルハチは李座首の娘とカワウソの間に生まれたという伝承がある。

### ベトナム
丁朝大瞿越を建てた丁部領は、母親が水浴びをしているときにカワウソと交わって出来た子だという。

## ヨーロッパ
ヨーロッパでの異類婚姻譚に登場する動物は、元が魔法や呪いで姿を変えられた人間とされるものが多く、ギリシア神話等では神の化身であることも少なくない。このため異類の本質が動物そのものであることは少ないという指摘もある。また逆のパターンとして妖精が魔法で動物の姿となっていたというパターンも多数存在する。
- キューピッドとプシケー型 - 男神が女性の元に通う。好奇心などに負けて、女性が男性の正体を調べてしまい（顔を見る、灯りを付けるなども含めて）、破局を迎える。
日本の鶴女房と似ているが、別離後に残された人間が愛する者を追いかけ、再会するための試練に挑み、最終的に復縁するハッピーエンドとなるものが多い。
インドにも類例あり。（ウルヴァシーとプルーラヴァス）
- 白鳥処女（スワンメイデン（英語版）型）- ゼウスなどの男神が動物などに変身し乙女を妊娠させる物語。
- 美女と野獣
- かえるの王さま
- 妖精
日本など同様に他界との関わりついて書かれたものが多く、破局に終わるものが多数となっている。
フィクション作品題材などに好んで用いられた。
  - ウンディーネ
  - ニンフ
  - メリュジーヌ
  - セルキー- 天人女房系
  - フルドラ
  - シルフィード

## 北米
トリンギットには人の姿になるカワウソの元へ嫁ぎ、その後生まれた子が母の故郷への部族との交易を行い双方に富をもたらしたという伝承がある。

## 創作
美女と野獣、かえるの王さま、一寸法師、奥さまは魔女など神話や伝承をモチーフにしたり、異類婚姻譚を描いた物語は各地で創作されている。
漫画やアニメなどにおける異類婚姻譚的概念・混血の類型は、半妖とも呼ばれている。